# Theodor Aman
Theodor Aman (20 de marzo de 1831-19 de agosto de 1891) fue un pintor, grabador y profesor de arte de ascendencia macedo-rumana. Su producción está compuesta mayoritariamente por pintura de género y escenas históricas.

## Biografía
Aunque su padre era un comandante de caballería procedente de Craiova, él nació en Câmpulung, ciudad a la que se trasladó su familia para huir la peste. Tras mostrar un temprano interés por el arte, recibió sus primeras lecciones con Constantin Lecca y ro [ro] en la  Carol I Universidad Nacional. En 1850,  viajó a París, donde  estudió brevemente con Michel Martin Drolling y, tras la muerte de este, con François-Édouard Picot. Mientras estuvo allí, formó parte de los círculos revolucionarios rumanos. En 1853 realizó su primera exposición en el Salon en París, donde mostró su Autoportrait. Durante su estancia en París, entabló amistad con otros artistas y revolucionarios rumanos que compartían sus ideales, como Nicolae Bălcescu, y los escritores Dimitrie Bolintineanu, y Cezar Bolliac. En ese entorno, profundamente marcado por ideas revolucionarias, Aman realizó la pintura histórica “Mihai VIteazul  Primera Noche”, inspirada en las escrituras de Bolintineanu.
Su intenso sentimiento patriótico le llevó a participar en la Revolución Rumana de 1848 junto a Ioan Maiorescu, Eugeniu Carada y otros revolucionarios.
Después viajó a Estambul con el objetivo de vender algunas de sus pinturas al Sultan y visitó Sevastopol durante la Guerra de Crimea, donde creó pinturas históricas con temáticas relacionadas con las aspiraciones nacionalistas de Rumanía. En 1855 vio la luz uno de sus trabajos más conocidos, la representación de la Batalla de Alma, en la Exposición Universal de París.
En 1857 regresó a Rumanía y se asentó en Bucarest, lugar de fundación de su escuela, la Universidad Nacional de las Artes.
A su regreso a casa, fue armado caballero por el príncipe Barbu Dimitrie Știrbei y galardonado con una beca para continuar sus estudios en París, donde trabajó bajo la influencia de la Escuela de Barbizon. Una vez finalizada y tras una breve estancia en Roma, regresó a Bucarest.
En 1864, él y Gheorghe Tattarescu persuadieron al gobernante de Rumanía, Alexandru Ioan Cuza, para crear la "Escuela Nacional de Bellas artes" (conocida hoy en día como la Universidad Nacional de las Artes de Bucarest). Aman ostentó el cargo de primer Director de la nueva escuela hasta su muerte.
En 1889 y 1890  expuso su trabajo en muestras que tuvieron lugar en el Museo Nuevo. Durante esta etapa de su carrera, centró su producción en pinturas de bodegón y retratos pequeños.
Murió el 19 de agosto de 1891 a consecuencia de una infección de próstata.
En 1908 su residencia en Bucarest y su taller se convirtieron en el Theodor Aman Museo, dedicado a su vida y su obra. El museo es uno de los más antiguos museos conmemorativos de Rumanía y alberga un gran número de las pinturas de Amán. La exposición ”Theodor Aman — pintor y grabador” se inauguró el 24 de marzo de 2011 en el Museo Nacional Controceni. La exposición  ”Los misterios de la pintura de Theodor Aman” se inauguró el Theodor Aman Museo el 23 de diciembre de 2014.
En 2014, con motivo del 150 aniversario de la fundación de la escuela, Poșta Română emitió un sello conmemorativo con el retrato de Aman.